# Esben Storm
Esben Storm (født 26. maj 1950, død 28. marts 2011 i Sydney, New South Wales, Australien) var en dansk-australsk filminstruktør, skuespiller, manuskriptforfatter, TV-producer, stemmeskuespiller og sangskriver.
Han var velkendt for sit arbejde i Australian Children's Television Foundation, hvor han arbejdede i 15 år. Selskabet solgte programmer til 92 lande, og Storm var involveret i at skrive, varetage, redigere og instruere adskillige produktioner, herunder børneserierne Round the Twist og The Genie from Down Under. Han arbejdede også på en filmatisering af John Marsdens Tomorrow-ungdomsbøger, men mistede senere rettighederne.

## Baggrund og karriere
Storm ankom til Australien med forældrene Laurits og Ane i 1958. Laurits nedsatte sig som bygningsarbejder, og havde således evnerne til at opføre et mørkekammer i hjemmet, hvor sønnen lærte om fotografisk behandling, billedkomposition og lyssætning.[kilde mangler]
Storm begyndte som 18-årig med at lave film sammen med partneren Haydn Keenan. Hans tidlige arbejder var hovedsageligt af mere seriøs karakter, herunder en dokumentar om Sydney Hilton Hotel bombningen i 1978 med titlen With Predjucide. Han skrev og instruerede filmene 27A (1974), In Search of Anna (1978), Deadly (1991), og Subterano (2003). Storm arbejdede på adskillige tv-serier, heriblandt Round the Twist, The Genie from Down Under (hvor han både fungerede som manuskriptforfatter og instruktør), Sky Trackers, Li'l Elvis Jones and the Truckstoppers, Blue Heelers, Crash Zone, samt Winners.
Hans arbejde som skuespiller inkluderer roller i filmene The Coca-Cola Kid (1985), Wrong World (1985) og Young Einstein (1988); Hans sidste rolle var i den australske sygehus-soapserie All Saints.

## Filmografi i udvalg
- Doors (1969) – kortfilm
- In His Prime (1972) – kortfilm
- Stephanie (1972) – kortfilm
- A Motion Picture (1972) – kortfilm
- 27A (1974)
- In Search of Anna (1978)
- With Prejudice (1982)
- "Birthin' Hips" (1983)
- Stanley (1984)
- Round the Twist (1989-2001) - instruktør og manuskriptkonsulent (1989), forfatter/manuskript (1991, 2000-01), skuespiller (som Mr. Snapper)
- Deadly (1991)
- "Terrormisu: A Night Of Just Desserts " (1993)
- "Rusty & The Bathtub Banana" (1993)